# 凱霍斯魯一世
吉亞斯丁·凱霍斯魯一世（土耳其語：I. Gıyaseddin Keyhüsrev；波斯語：‎）是基利傑阿爾斯蘭二世第十一名兒子，同時也是最年幼的兒子。他於1192年繼承父親魯姆蘇丹國蘇丹的王位，但為了爭奪蘇丹國的控制權而不得不與他的親兄弟們相互交戰。他在1196年敗給他的哥哥蘇萊曼沙阿二世後被迫流亡至拜占庭帝国 ，日後凱霍斯魯一世於1205年時再度復位。

## 婚姻
凱霍斯魯一世娶了曼努埃爾·莫羅祖米斯的女兒。曼努埃爾·羅祖米斯據有老底嘉與歌羅西兩座堡壘，並以魯姆蘇丹國附庸的身分統治兩城周圍的土地。

## 統治
於1192或1193年，凱霍斯魯一世在獲得拜占庭皇帝伊薩克二世對皇位窺覬者狄奧多爾·曼卡法斯人身安全的保證後，將曼卡法斯送歸拜占庭帝国交給伊薩克二世。
1196年，凱霍斯魯一世的兄長蘇萊曼沙阿二世率領軍隊開往魯姆蘇丹國的首都科尼亞，凱霍斯魯一世被迫拋棄王位逃往君士坦丁堡 。他在此後的1197年至1203年間長期定居於君士坦丁堡，甚至有可能受洗成為基督徒。
在蘇萊曼沙阿二世死後，其未成年的兒子基利傑阿爾斯蘭三世繼位，凱霍斯魯一世則趁機重返魯姆蘇丹國，強行進入首都科尼亞廢黜姪兒基利傑阿爾斯蘭三世，再度登上蘇丹的寶座。
凱霍斯魯一世於1207年從尼西亚帝国駐軍手中攻佔安塔利亞，奪得安塔利亚使魯姆蘇丹國掌握通往地中海的重要港口。同年凱霍斯魯一世於安塔利亞建立了一所清真寺。
1211年，凱霍斯魯一世在與尼西亞帝國皇帝狄奧多爾一世交手的門德雷斯河畔安條克戰役中陣亡。凱霍斯魯一世死後，他與曼努埃爾·莫羅祖米斯之女所生的兒子凱庫巴德一世在1220年至1237年間統治蘇丹國，孫兒凱霍斯魯二世則於1237年至1246年間在位。

## 身分
根據歷史學者魯斯坦姆·舒庫洛夫所述，凱霍斯魯一世具有基督徒和穆斯林的雙重身份，而這種身份因他同時擁有突厥/波斯血統以及希臘裔的雙重種族關係而更加複雜。

## 文化
學者穆罕默德·伊本·阿里·拉万迪將他撰寫的歷史著作《心靈的慰藉》一書獻給凱霍斯魯一世。